# Grandfontaine JU
| JU ist das Kürzel für den Kanton Jura in der Schweiz. Es wird verwendet, um Verwechslungen mit anderen Einträgen des Namens Grandfontaine zu vermeiden. |

Grandfontaine ist eine politische Gemeinde im Distrikt Porrentruy des Kantons Jura in der Schweiz. Der frühere deutsche Name Langenbrunn wird heute nicht mehr verwendet.

## Geographie

Luftbild (1950)

Grandfontaine liegt auf 529 m ü. M., elf Kilometer westlich des Bezirkshauptorts Porrentruy (Luftlinie). Das Bauerndorf erstreckt sich in einer Talmulde der westlichen Ajoie an der Grenze zu Frankreich.
Die Fläche des 8,9 km² grossen Gemeindegebiets umfasst im zentralen Teil die weite Talmulde des Trockentals von Grandfontaine. Im Norden reicht das Gebiet auf die leicht gewellte Tafeljurahochfläche der Ajoie, die im Westen (ausserhalb der Schweiz) steil in das Talsystem des Gland abfällt. Nach Süden erstreckt sich die Gemeinde bis auf die bewaldeten Höhen von La Clef (644 m ü. M.) und Le Perchet sowie in einem schmalen Zipfel über das Trockental von Réclère bis an den Nordhang von Roche d’Or, an dem mit 740 m ü. M. der höchste Punkt von Grandfontaine erreicht wird. Das Gebiet von Grandfontaine ist verkarstet und weist keine oberirdischen Fliessgewässer auf. Von der Gemeindefläche entfielen 1997 5 % auf Siedlungen, 30 % auf Wald und Gehölze und 65 % auf Landwirtschaft.
Zu Grandfontaine gehören mehrere Einzelhöfe. Die Gemeinde ist auf zwei Seiten von französischem Staatsgebiet umgeben. Nachbargemeinden von Grandfontaine sind Haute-Ajoie und Fahy im Kanton Jura sowie Abbévillers, Glay und Dannemarie in Frankreich.

## Bevölkerung
Mit 381 Einwohnern (Stand 31. Dezember 2023) gehört Grandfontaine zu den kleineren Gemeinden des Kantons Jura. Von den Bewohnern sind 91,2 % französischsprachig und 8,5 % deutschsprachig (Stand 2000). Die Bevölkerungszahl von Grandfontaine belief sich 1850 auf 471 Einwohner, 1900 auf 424 Einwohner. Im Verlauf des 20. Jahrhunderts nahm die Einwohnerzahl bis 1980 um weitere 28 % auf 306 Personen ab. Seither wurde wieder ein leicht steigender Trend verzeichnet.

## Wirtschaft
Grandfontaine ist dank der fruchtbaren Böden in der Umgebung noch vorwiegend landwirtschaftlich geprägt. Ausserhalb der Landwirtschaft gibt es im Dorf lokales Kleingewerbe, eine Sägerei und Herstellung von Uhrengehäusen. Viele Erwerbstätige sind aber Wegpendler und arbeiten in der Region Porrentruy.
Eine Probebohrung der Rheinsalinen stellte 2016 ein etwa 80 m dickes Salzvorkommen bei Grandfontaine fest, das für einen wirtschaftlichen Abbau aber zu tief liegt.

## Verkehr
Die Gemeinde liegt etwas abseits der Kantonsstrasse von Porrentruy über den Grenzübergang von Damvant nach Pont-de-Roide-Vermondans in Frankreich. Durch den Postautokurs auf der Strecke von Porrentruy nach Damvant, der einen Abstecher nach Grandfontaine macht, ist der Ort an den öffentlichen Verkehr angeschlossen.

## Geschichte
Das Gebiet von Grandfontaine war schon zur Römerzeit besiedelt, was die Funde von Münzen bestätigten. Der Ort wird 1136 erstmals als Granfontana erwähnt; der Name leitet sich von der grande fontaine, einer Karstquelle im Dorf, ab. Grandfontaine gehörte zur Herrschaft Roche-d’Or und kam gegen Ende des 15. Jahrhunderts an das Fürstbistum Basel. Das Dorf unterstand vom 16. bis zum 18. Jahrhundert dem Meieramt Chevenez. Wegen ihrer Mithilfe bei der Vertreibung des Reformators Farel haben die Frauen die seltene Ehre, auf der rechten Seite des Kirchenschiffes sitzen zu dürfen. Drei Dorfbrände (1756, 1765 und 1785) richteten grosse Schäden an. Von 1793 bis 1815 gehörte Grandfontaine zu Frankreich und war anfangs Teil des Département du Mont-Terrible, ab 1800 mit dem Département Haut-Rhin verbunden. Durch den Entscheid des Wiener Kongresses kam der Ort 1815 an den Kanton Bern und am 1. Januar 1979 an den neu gegründeten Kanton Jura.

## Sehenswürdigkeiten
Die Pfarrkirche Saint-Étienne steht an leicht erhöhter Stelle nördlich des Dorfkerns. Im Ortskern befinden sich noch einige charakteristische Bauernhäuser der Haute-Ajoie aus dem 19. Jahrhundert. Ebenfalls aus dieser Zeit stammen ein Waschhaus und ein grosser Brunnen.

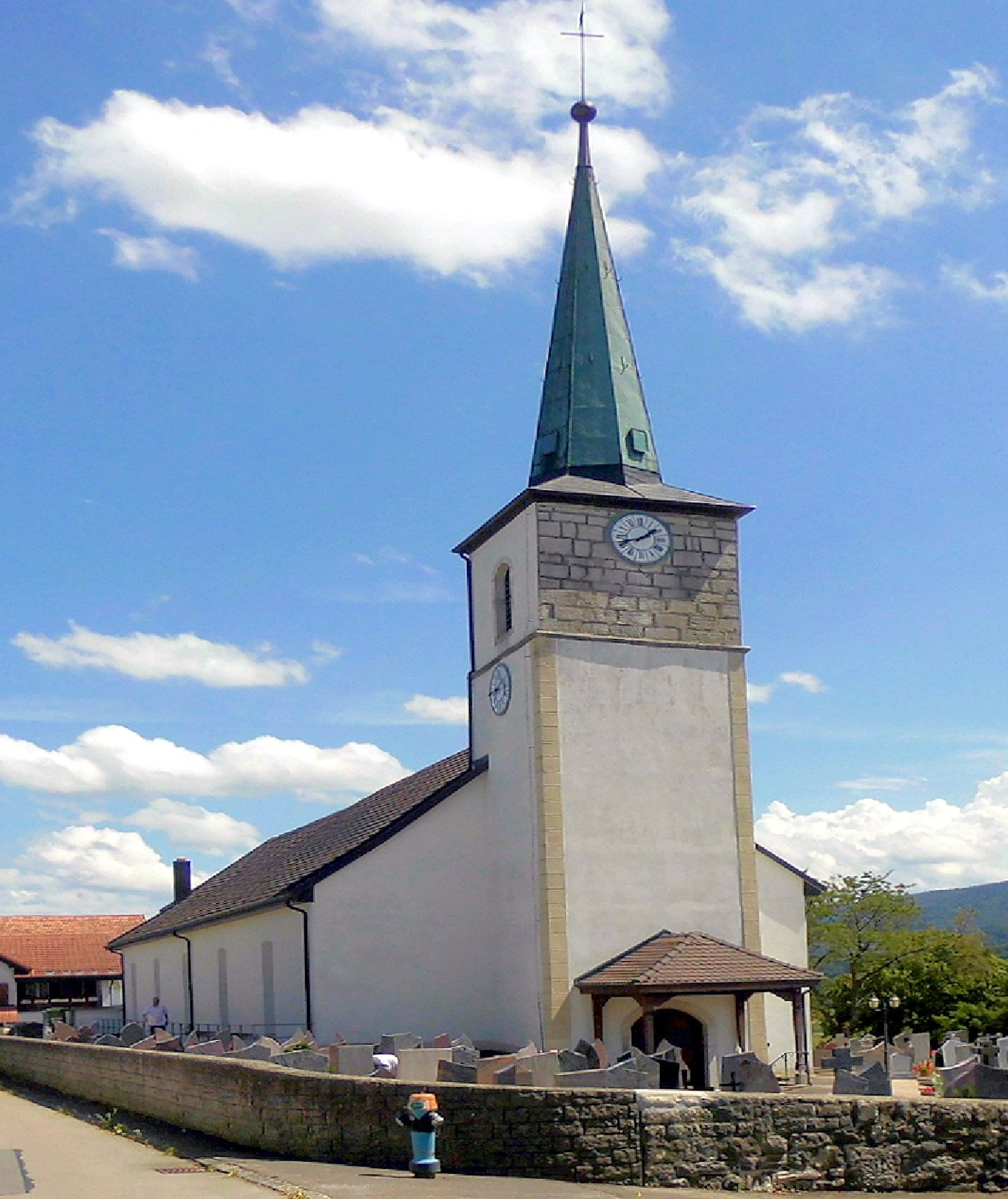
Pfarrkirche Saint-Étienne
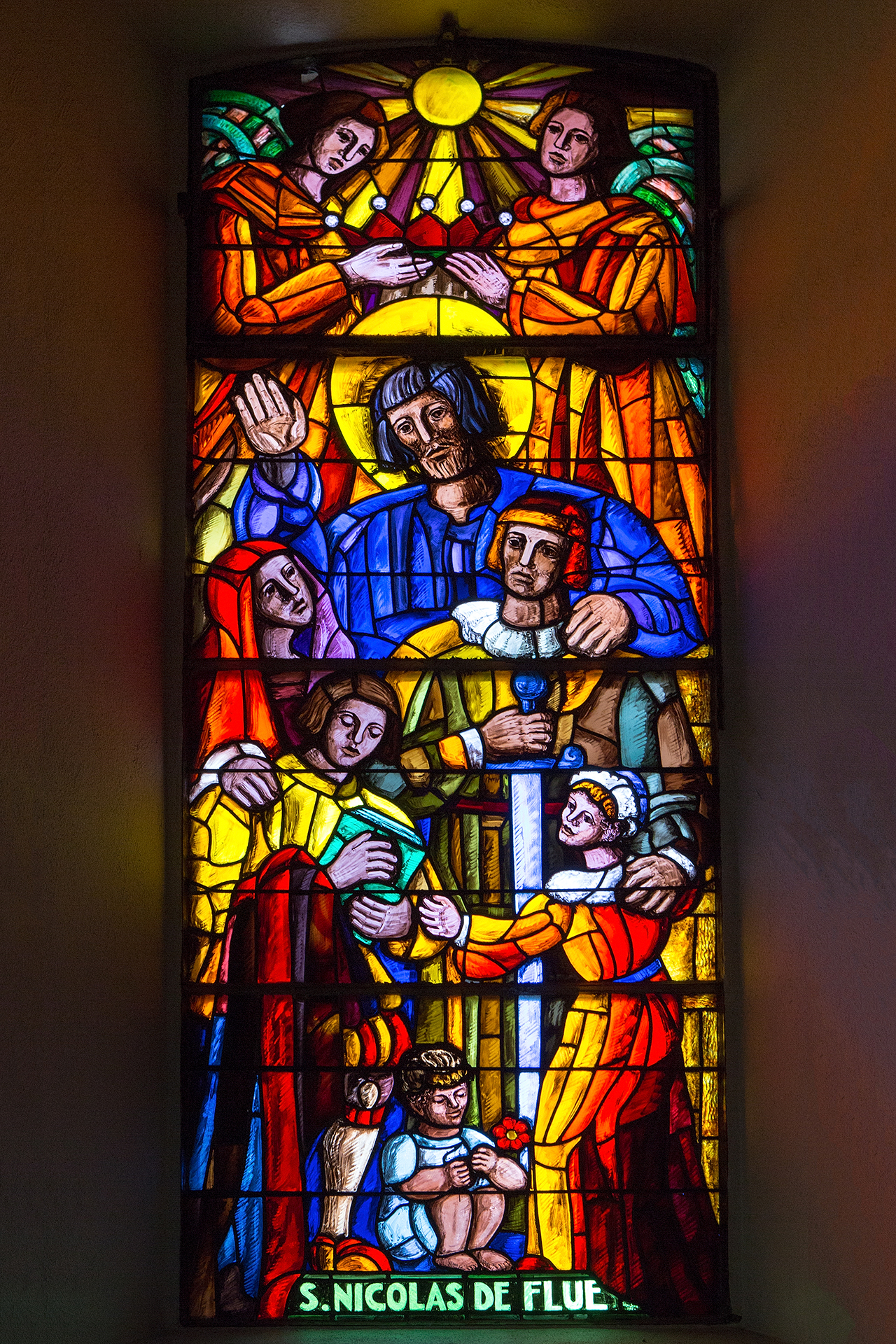
Kirchenfenster
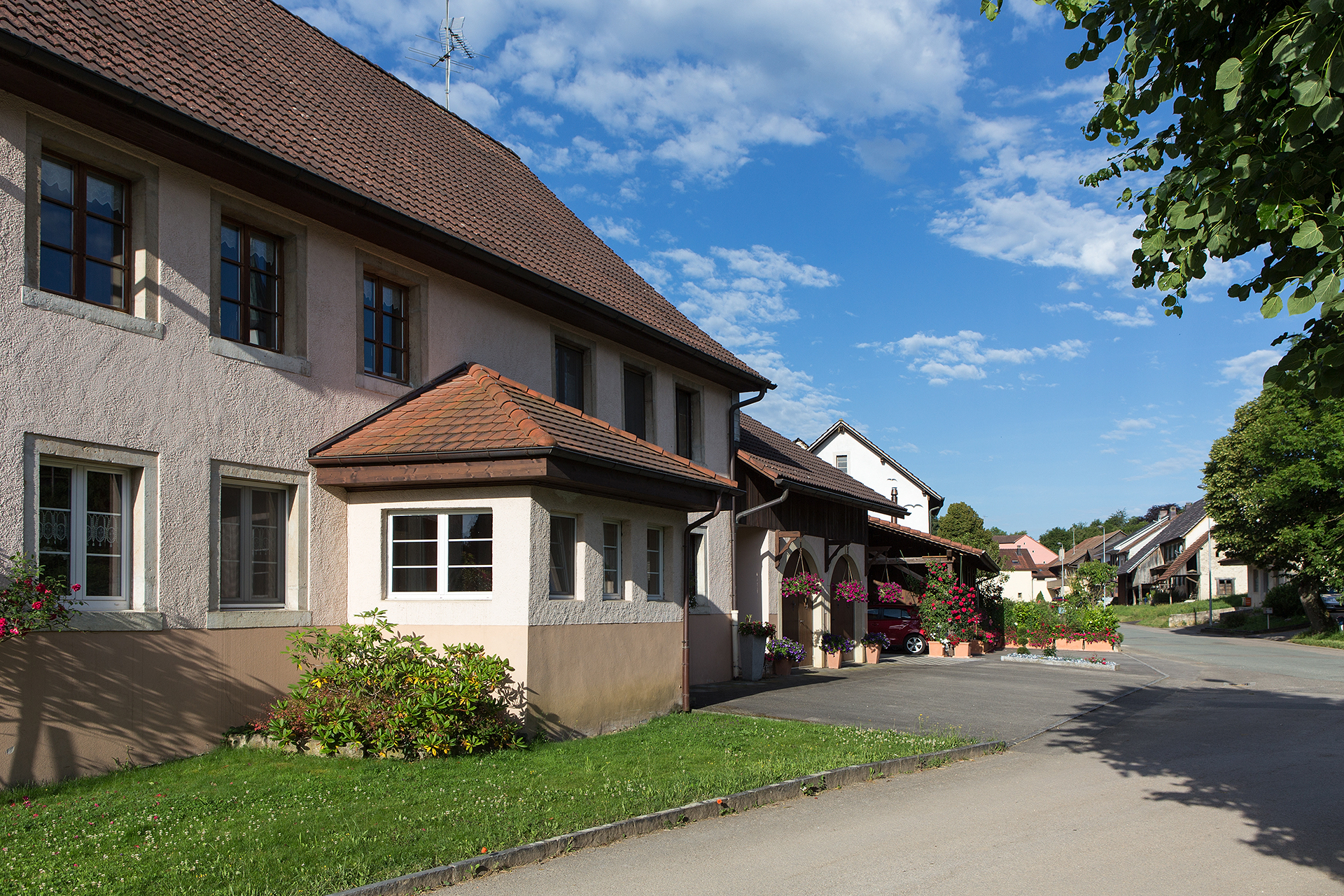
Dorfmitte, Route de Fontenais
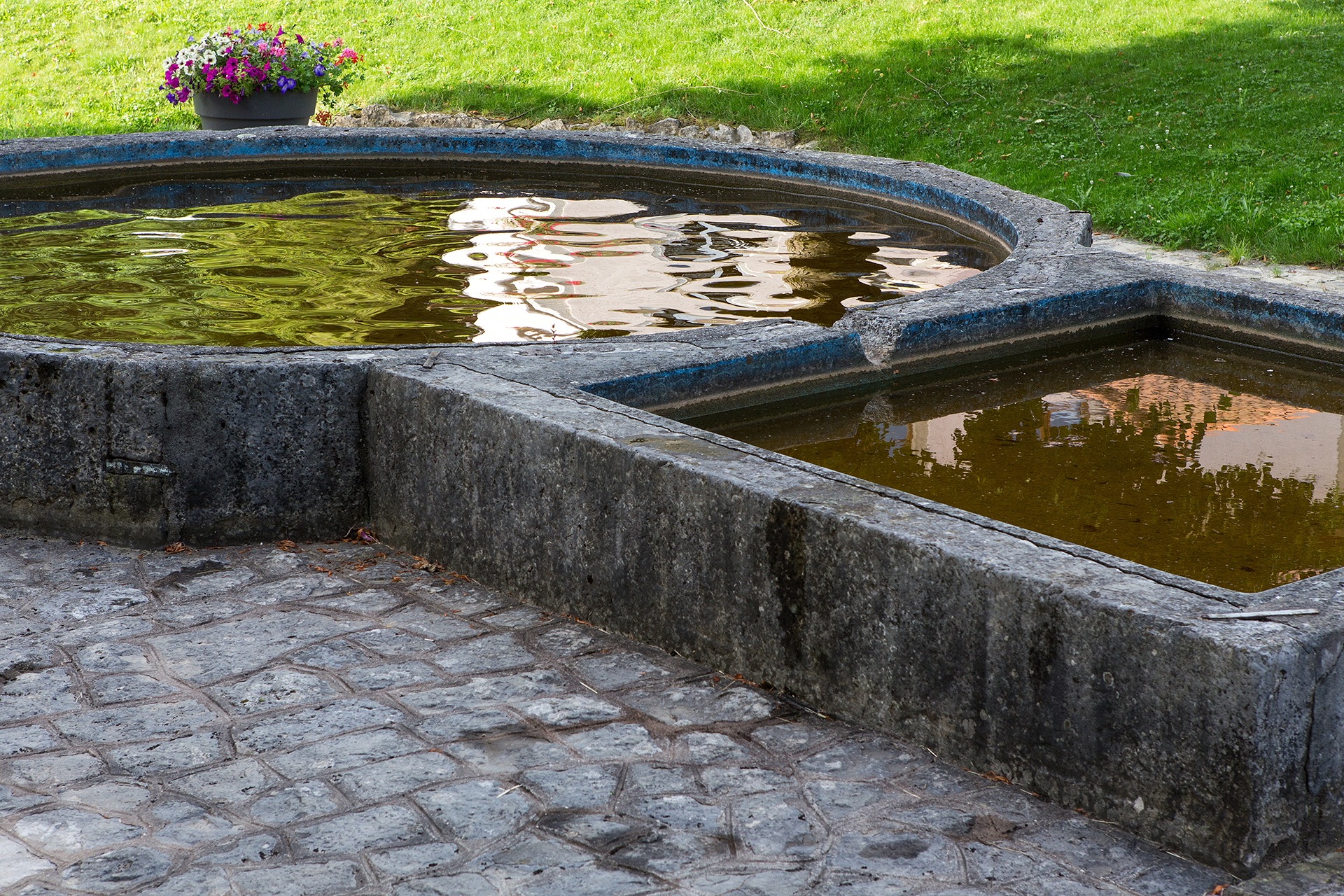
Grande Fontaine (Grosser Brunnen)
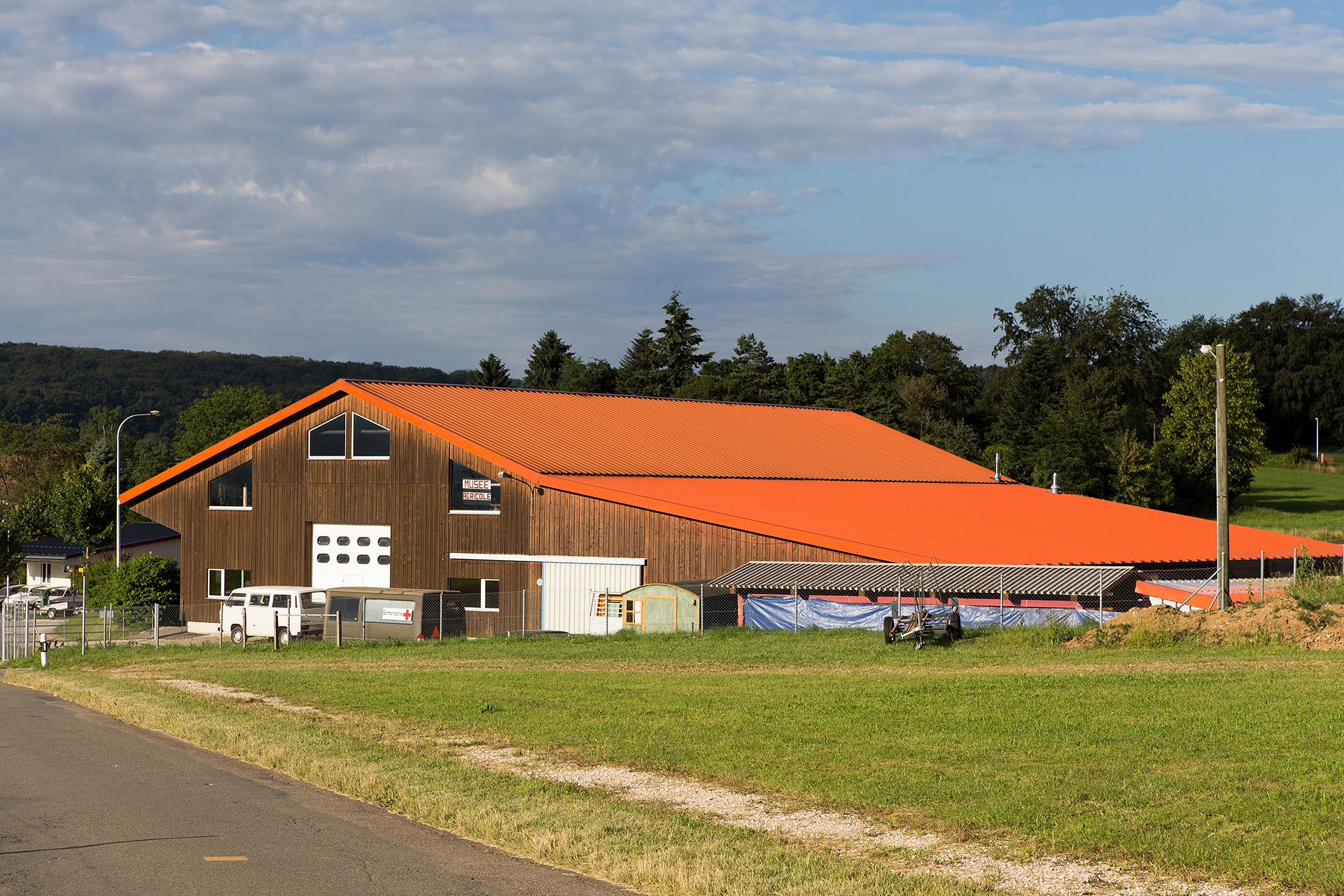
Musée agricole (Museum)

## Fussnoten
1. ↑  Generalisierte Grenzen 2024. Bei späteren Gemeindefusionen Flächen aufgrund Stand 1. Januar 2024 zusammengefasst. Abruf am 22. August 2024.
2. ↑  Generalisierte Grenzen 2024. Bei späteren Gemeindefusionen Flächen aufgrund Stand 1. Januar 2024 zusammengefasst. Abruf am 22. August 2024.
3. ↑  Ständige Wohnbevölkerung nach Staatsangehörigkeitskategorie, Geschlecht und Gemeinde, definitive Jahresergebnisse, 2023. Bei späteren Gemeindefusionen Einwohnerzahlen aufgrund Stand 2024 zusammengefasst. Abruf am 22. August 2024
4. ↑  Ständige Wohnbevölkerung nach Staatsangehörigkeitskategorie, Geschlecht und Gemeinde, definitive Jahresergebnisse, 2023. Bei späteren Gemeindefusionen Einwohnerzahlen aufgrund Stand 2024 zusammengefasst. Abruf am 22. August 2024
5. ↑  Sinan Hastorun: The Mineral Industry of Switzerland. In: 2016 Minerals Yearbook. Band III. United States Geological Survey, Washington 2019.
6. ↑  Max Rieple, DER JURA, 2. Aufl., 1968, S. 97.